# Quintett

Quintett est une série de bande dessinée scénarisée par Frank Giroud et comprenant cinq tomes, chacun réalisé par un dessinateur différent. Elle est publiée dans la collection « Empreinte(s) » des éditions Dupuis.

## Synopsis
En 1916, sur la base militaire de Pavlos située dans la zone neutre de Macédoine, quatre personnages se trouvent mêlés à une série d'événements dramatiques. Ces personnages n'ont entre eux aucun lien apparent, si ce n'est qu'ils jouent dans la même formation musicale : le « Quintett ». Chacun vit une aventure personnelle au même moment et a une vision différente des événements majeurs marquant les quelques semaines pendant lesquels ils sont réunis. Seulement, il semblerait bien que leurs aventures soient orchestrées par un personnage de l'ombre aux motivations peu louables, et que leur destin dépende de la même partition. Cinq musiciens, cinq albums. Qui se cache derrière ce qui ressemble à une énorme machination ? Qui est le cinquième membre du Quintett ?

## Analyse
En donnant la réalisation graphique de chacun des cinq tomes à des dessinateurs différents, Giroud reprend le concept qui avait fait le succès du Décalogue. Les quatre premiers tomes relatent chacun l'histoire personnelle d'un des quatre personnages principaux, sur la même période et au même endroit. Toute la dynamique de la série repose sur le regard de chacun de ces personnages sur les mêmes événements. Ces quatre premiers « mouvements » peuvent se lire de façon indépendante et aléatoire, même si Giroud donne les pièces du puzzle dans un ordre plutôt logique. La partition se dessine doucement mais la clé de lecture ne sera dévoilée qu'au cinquième tome avec l'identité du cinquième membre du Quintett.
Comme pour le Décalogue, Giroud explore une fois de plus de nombreux domaines culturels au sein d'un même série. Il offre à travers cette saga, une approche personnelle de la Première Guerre mondiale, la culture grecque du début du siècle, les dérives des officiers de l’armée française… Cette complexité donne une fois de plus naissance à une fresque riche et colorée.

## Les personnages
- Dora Mars : chanteuse de cabaret parisien, le hasard (?) la pousse dans les bras d'un aviateur de l'armée française basé en Macédoine, Armel Flamand. Elle est alors contactée par l'Administration pour chanter au front pour divertir les soldats ; elle saisit cette occasion pour se rendre sur la base de Pavlos afin de pouvoir rejoindre son amant. Elle est la voix du Quintett.
- Alban Meric : lieutenant de l'armée française au tempérament très pacifiste, il est historien spécialisé dans la période byzantine. C'est ce qui lui vaut son assignation sur la base de Pavlos afin d'exploiter des vestiges antiques en marge de ses activités militaires. D'orientation homosexuelle, il s'éprend rapidement de son ordonnance grecque, le jeune Manolis. Il est le violoniste du Quintett.
- Elias Cohen : jeune mécanicien fougueux, romantique et légèrement insubordonné, il est affecté à Pavlos pour entretenir l'avion d'Armel Flamand. Son tempérament de justicier l'amène à prendre une jeune grecque battue et violée sous sa protection, bravant toute règle qu'impose la rigueur de l'armée. Il est le clarinettiste du Quintett.
- Nafsika Vasli : aubergiste de Pavlos à l'enfance tourmentée, elle est la maîtresse d'un aventurier local, Stélios, qui n'hésite pas à faire des commerces illicites avec les armées en présence. Elle joue du tambouras au sein du Quintett.
- L’homme de l'ombre : il se dessine doucement comme une pièce maîtresse incontournable des événements de la base de Pavlos dont il semble tirer les ficelles. son identité est inconnue jusqu'au tome final. Il est le pianiste du Quintett.
- De nombreux autres personnages jouent un rôle non négligeable dans la série, la plupart étant des officiers de l'armée française de la base militaire de Pavlos.

## Albums
- 1 Histoire de Dora Mars, 2005
Scénario : Frank Giroud - Dessin et couleurs : Cyril Bonin
- 2 Histoire d’Alban Méric, 2005
Scénario : Frank Giroud - Dessin : Paul Gillon - Couleurs : Hubert
- 3 Histoire d’Elias Cohen, 2006
Scénario : Frank Giroud - Dessin : Steve Cuzor - Couleurs : Meephe
- 4 Histoire de Nafsika Vasli, 2006
Scénario : Frank Giroud - Dessin : Jean-Charles Kraehn - Couleurs : Patricia Jambers
- 5 La Chute, 2007
Scénario : Frank Giroud - Dessin : Giancarlo Alessandrini - Couleurs : Meephe
- HS La Colline aux serments, 2009
Scénario : Luc Révillon - Dessin : collectif

## Publication
- Dupuis (collection « Empreinte(s) ») : tomes 1 à 5 (première édition des tomes 1 à 5)
- Dupuis : hors-série